# 5940 Feliksobolev
5940 Feliksobolev este un asteroid din centura principală de asteroizi.

## Descriere
5940 Feliksobolev este un asteroid din centura principală de asteroizi. A fost descoperit pe 8 octombrie 1981 la Observatorul astrofizic din Crimeea de Liudmila Cernîh. Asteroidul prezintă o orbită caracterizată de o semiaxă mare de 3,04 ua, o excentricitate de 0,10 și o înclinație de 11,1° în raport cu ecliptica.